# Violences sexuelles lors de l'invasion russe de l'Ukraine
Des violences sexuelles lors de l'invasion russe de l'Ukraine depuis 2022 ont été commises par les Forces armées russes,, avec au moins 25 viols survenus à Boutcha pendant son occupation,,. Selon The Guardian les violences sexuelles étaient utilisées par les forces russes comme arme de guerre,. La sous-déclaration était considérée comme un problème sérieux dans l'évaluation de l'ampleur de la violence sexuelle,. De la violence sexuelle, dans la forme du passage à tabac des individus partiellement ou entièrement déshabillés par les Forces de défense territoriale ukrainiennes, a été notée par Mission de surveillance des droits humains en Ukraine de l'ONU (en).

## Contexte et risques
Dans son rapport couvrant la période initiale de l'invasion de l'Ukraine par la Russie, du 24 février au 26 mars 2022, le Haut-Commissariat des Nations unies aux droits de l'homme (HCDH) a énuméré quatre types de risques de violences sexuelles. L'augmentation de la présence et des activités militaires dans les zones civiles, la destruction des maisons et des infrastructures, déplacements internes et le nombre élevé de femmes et filles quittant l'Ukraine ont entraîné des risques élevés de conflit - violences sexuelles liées et traite des êtres humains. Le HCDH a déclaré que les signalements à la ligne d'assistance téléphonique nationale pour la prévention de la violence domestique, de la traite des êtres humains et de la discrimination fondée sur le sexe, indiquaient un risque élevé de violence sexuelle et que plusieurs facteurs rendaient probable la sous-déclaration.
Des violences sexuelles ont eu lieu à la fois en Ukraine et lors d'autres conflits par les forces de tête russes avant l'invasion de 2022. Selon l'ensemble de données sur la violence sexuelle dans les conflits armés, il y a eu des allégations de violences sexuelles contre les troupes russes au cours de trois des sept années de conflit depuis 2014 dans l'est de l'Ukraine, la majorité des rapports ayant eu lieu de la part des personnes détenues. Le Départements d'État des États-Unis 2020 Country Report for Human Rights Practices in Ukraine documente des passages à tabac et des décharges électriques dans la région génitale, des viols, des menaces de viol, la nudité forcée et des menaces de viol contre des membres de la famille, par les forces dirigées par la Russie comme moyen de torture et de châtiment. Amnesty International a signalé des cas de viols collectifs et de viols d'adultes et d'enfants des deux sexes par les forces russes en Tchétchénie au début des années 2000,.

## Viols par des soldats des forces armées russes
Lesia Vasylenko, membre de la Verkhovna Rada, a déclaré dans une interview publiée le 17 mars que les femmes âgées, incapables de s'échapper des zones occupées par les forces armées russes, étaient pour la plupart violées et exécutées ou se suicidaient. Elle a ajouté que ces cas étaient sous-déclarés parce que les familles n'avaient pas « la force ou la capacité » de témoigner.

### Cas notables
Fin mars, le procureur général d'Ukraine, Iryna Venediktova, a ouvert une enquête sur une allégation selon laquelle des soldats russes auraient tiré sur un homme puis violé sa femme. The Times a publié une interview de la femme le 28 mars. Elle a déclaré qu'elle venait d'un petit village du Raïon de Brovary. Selon son récit, des soldats sont arrivés au domicile du couple, ont tiré sur le chien du couple, ont tiré sur le mari « parce que c'est un nazi », ont pointé un pistolet sur la tempe de la femme et se sont relayés pour la violer pendant que son fils se trouvait dans la chaufferie de la maison en pleurant. Les deux hommes ont pris une pause de 20 minutes, ont commis un deuxième tour de viol, puis un troisième tour de viol, à ce moment-là ils étaient « tellement ivres qu'ils tenaient à peine debout ». L'épouse s'est échappée avec son fils, a témoigné à la police et a identifié l'un de ses violeurs présumés à partir des profils de réseaux sociaux en ligne. Meduza a publié un récit détaillé du même viol (et d'un autre) à Bogdanivka et des événements environnants. Le porte-parole russe Dmitri Peskov a qualifié les allégations de « mensonges ». Venediktova a déclaré qu'un mandat d'arrêt contre un soldat russe fondé sur des « soupçons de violation des lois et coutumes de la guerre » avait été émis.
Human Rights Watch (HRW) a signalé le passage à tabac et le viol d'une femme de 31 ans le 13 mars dans le village de Malaya Rohan au Raïon de Kharkiv, contrôlé à l'époque par les Forces armées russes. Vers minuit le 13 mars, un soldat russe est entré dans une école où la femme s'était réfugiée avec sa famille et d'autres villageois. Le soldat a forcé la femme à se déshabiller sous la menace d'une arme. Il a tiré au plafond et a violé la femme. Le soldat a menacé la femme avec un couteau, l'a violée à nouveau, lui a coupé le cou, la joue et l'a coupée avec son couteau, l'a frappée au visage et l'a giflée. Vers 7 heures du matin le 14 mars, le soldat a relâché la femme et a quitté le bâtiment. La femme et sa famille ont marché jusqu'à Kharkiv et ont reçu une assistance médicale.
Le 12 avril 2022, BBC News a interviewé une femme de 50 ans d'un village à 70 km à l'ouest de Kiev, qui a déclaré avoir été violée sous la menace d'une arme par un Tchétchène allié aux Forces armées russes. Une femme de 40 ans a été violée et tuée par le même soldat, selon des voisins, laissant ce que BBC News a décrit comme une « scène de crime troublante ». La police a exhumé le corps de l'homme de 40 ans le lendemain de la visite de BBC News. Le chef de la police du Raïon de Kiev, Andrii Nebytov, a déclaré que la police enquêtait sur une affaire le 9 mars lorsque des soldats russes ont tiré sur un homme, deux d'entre eux ont violé à plusieurs reprises sa femme, puis les soldats ont incendié la maison et abattu les chiens de la famille. La police a exhumé le corps de l'homme.
The New York Times a décrit une femme « détenue comme esclave sexuelle, nue à l'exception d'un manteau de fourrure et enfermée dans une cave à pommes de terre avant d'être exécutée », retrouvée après l'offensive de Kiev.
Début janvier 2023, Evguéni Prigojine libère certains prisonniers russes devenus mercenaires du groupe Wagner en leur prodiguant comme conseil « ne violez pas les femmes », une formule provocatrice pouvant suggérer que ces hommes se soient rendus coupables de violences sexuelles pendant leur service armé. Sans qu'il soit possible d'affirmer avec certitude que les employés de Wagner, en particulier, soient en cause dans les crimes sexuels commis en Ukraine, leur participation à des exactions plus larges, comme le massacre de Boutcha, semble avoir été attestée par le renseignement allemand, or ce massacre s'est accompagné de viols, dont plusieurs ont donné lieu à une grossesse. Cette hypothèse est d'autant plus crédible qu'ils sont également accusés de violences sexuelles en Centrafrique.
Le 17 janvier 2023, une présentatrice TV russe envoyée en territoire occupé pour y tourner un reportage de propagande est violée à Melitopol par des hommes de la milice de Ramzan Kadyrov, tandis que son caméraman est passé à tabac. La plainte de la chaîne de télévision auprès du commandement militaire de Melitopol donne un refus d'enquête ; un cas similaire avait été dénoncé fin 2022,.

### Échelle globale
La membre ukrainienne de la Verkhovna Rada, le parlement ukrainien, Maria Mezentseva, a déclaré qu'il y avait « beaucoup plus de victimes » d'agressions sexuelles que dans la première affaire Brovary Raion sur laquelle le procureur général a enquêté. Elle a déclaré qu'une fois que les victimes seraient « prêtes à parler », les preuves deviendraient publiques. L'avocate ukrainienne Kateryna Busol a également déclaré que les agressions sexuelles pendant l'invasion étaient beaucoup plus répandues que le seul cas annoncé par Venediktova. Elle a évoqué des informations faisant état de « viols collectifs, de viols devant des enfants et de violences sexuelles à la suite du meurtre de membres de la famille ». Busol a déclaré que la plupart des cas concernaient des femmes et provenaient des régions d'Ukraine occupées par les Forces armées russes. HRW a déclaré avoir reçu trois signalements de viol, en dehors du viol des 13/14 mars, qu'elle n'avait pas suffisamment vérifiés. Un volontaire ukrainien aidant les réfugiés ukrainiens à Varsovie a déclaré à The Quint fin mars 2022 que le nombre de viols et d'agressions sexuelles de femmes ukrainiennes par des soldats russes pendant l'invasion avait été « massivement sous-déclaré ».
Les accusations portées début avril 2022 par Lioudmyla Denissova, ombudsman en Ukraine pour les droits de l'homme, s'avérant sans fondement elle est démise de ses fonctions en mai 2022. Elle avait affirmé qu'environ 25 filles et femmes avaient été violées par des soldats russes dans une maison de Boutcha. Denissova a déclaré que les soldats russes auraient décrit leur intention de violer les femmes « au point qu'elles ne voudraient plus de contact sexuel avec un homme, pour les empêcher d'avoir des enfants ukrainiens ». Denissova a déclaré que l'ampleur globale était "impossible" à évaluer à l'époque, car la plupart des victimes appelant les lignes d'assistance souhaitaient un soutien psychologique, sans vouloir donner de témoignages formels,. Le maire de Boutcha Anatoliy Fedoruk a également déclaré que 25 viols avaient été signalés.
Le 3 avril, La Strada Ukraine, qui gère une hotline pour aider les victimes de trafic d'êtres humains, d'agressions sexuelles et de violences domestiques, a déclaré que le viol est sous-déclaré et stigmatisé en temps de paix, et que les cas connus de l'organisation pourraient être « la partie émergée de l'iceberg ».

## Violences sexuelles attribuées aux forces armées ukrainiennes
Selon le rapport du 26 mars 2022 du HCDH, la Mission de surveillance des droits humains en Ukraine de l'ONU (en) était au courant d'une allégation d'une menace de violence sexuelle par les Forces armées de l'Ukraine pendant l'invasion de l'Ukraine, selon laquelle un militaire russe prisonnier aurait été menacé de castration, dans un incident filmé.

## Violences sexuelles attribuées aux civils
Selon le rapport du 26 mars 2022 du HCDH, la Mission de surveillance des droits humains en Ukraine de l'ONU (en) a documenté des cas des Forces de défense territoriale ukrainiennes commettant des abus en liant avec des individus maintenus aux arbres ou aux poteaux avec du scotch, les déshabillant partiellement ou entièrement, et les passant à tabac. Le HCDH a déclaré que lier les personnes déshabillées aux arbres ou aux poteaux et les passer à tabac pourrait être qualifier comme de la violence sexuelle liée à un conflit armé.

## Violences sexuelles pendant la crise des réfugiés
Il y a eu au moins deux cas distincts de femmes et d'enfants réfugiés qui ont été exploités alors qu'ils fuyaient la violence en Ukraine. Un homme a été arrêté en Pologne à la mi-mars pour le viol présumé d'une réfugiée de 19 ans qui aurait cherché refuge et aide auprès de l'homme et deux hommes auraient agressé une adolescente réfugiée ukrainienne qui séjournait dans des logements pour réfugiés allemands. Avant le lancement du programme de logement du gouvernement du Royaume-Uni pour les réfugiés, une femme a signalé qu'un homme avait tenté de la faire rester avec lui et lui avait promis un logement, de la nourriture, des dépenses et une allocation mensuelle gratuits en échange de relations sexuelles. La femme aurait tenté de repousser l'homme, qui ne s'est arrêté qu'après l'avoir informé qu'elle voyageait avec sa mère.
Le manque d'un bon accès à la contraception d'urgence pour les victimes du viol pendant l'invasion russe de l'Ukraine après qu'elles traversent la frontière ukraino-polonaise, grâce à la loi polonaise sur l'avortement, est une contrainte qui limite la possibilité d'avortement pour les victimes du viol. Les médecins et les bénévoles sur la frontière ont discrètement aidé les victimes ukrainiennes du viol à obtenir la contraception d'urgence, à leur propre risque d'emprisonnement en Pologne.

## Revendications d'intention
À la suite de l'offensive de Kiev et de rapports faisant état de viols collectifs, d'agressions sexuelles à main armée et de viols devant des enfants, The Guardian a affirmé que les femmes ukrainiennes étaient menacées de viol de guerre. Lioudmyla Denissova, Ombudsman en Ukraine pour les droits de l'homme, a « émis l'hypothèse » que la violence sexuelle était utilisée comme arme de guerre par les forces russes. À la mi-avril 2022, l'avocate Julia Anossova de La Strada a déclaré que sur la base du nombre total de cas et de la fréquence des violences sexuelles contre plusieurs victimes, elle « suppose que le viol était devenu une arme de guerre » lors de l'invasion.
Les ministres des Affaires étrangères du Canada et du Royaume-Uni Mélanie Joly et Liz Truss ont déclaré fin avril 2022 que la violence sexuelle avait été utilisée lors de l'invasion par les forces russes comme arme de guerre. Le viol de guerre décrit comme étant « une arme systématique pour exercer un contrôle et un pouvoir sur les femmes... aussi destructeur dans les conflits que les armes chimiques ou les mines terrestres, qui sont toutes deux interdites par les conventions internationales, mais qu'il faut encore traiter avec autant de sérieux,."

## Protestations
Des femmes ont organisé des manifestations dans les ambassades russes contre le viol par des soldats russes lors de l'invasion. Les femmes ont manifesté avec des sacs sur la tête, les mains liées derrière le dos et les jambes nues couvertes de liquide rouge, symbolisant le sang, avec quatre femmes manifestant le 16 avril 2022 à Dublin, Irlande, et 80 femmes manifestant le même jour à Vilnius, Lituanie. Le 20 avril, une manifestation similaire, par 130 femmes a eu lieu devant l'ambassade de Russie à Riga, Lettonie, et une autre a été organisée par une douzaine de femmes devant le consulat russe à Gdańsk, Pologne.